# 151 Incheon Tower
A 151 Incheon Tower egy tervezett szupermagas ikertorony, ami a dél-koreai Szongdo nemzetközi üzleti negyedben épül. A tervezett kettős épület 151 emeletes, és 601 méter magas lett volna, a két épületet három híd köti össze. Az építkezés 2008. június 20-án indult. Az építkezés 2009-ben leállt. Az építkezés 2013-ban folytatódott, de a projektet 2016-ban leállították.
| Emelet  | Funkció         | Terület (négyzetméter) |
| ------- | --------------- | ---------------------- |
| 148-151 | Étterem         | 13 194                 |
| 120-145 | Társasház       | 86 702                 |
| 118-119 | Obszervatórium  | 8707                   |
| 59-115  | Apartman        | 169 951                |
| 36-56   | Hotel           | 71 124                 |
| 7-36    | Iroda           | 151 736                |
| B1-4    | Kiskereskedelem | 106 738                |